# Kotka
Kotka (dobesedno »orel«) je mesto na Finskem,  na jugovzhodni obali države ob izlivu reke Kymi. Prebivalcevo Kotke je približno 51.000, medtem ko ima podregija približno 80.000 prebivalcev. Je 21. najbolj naseljena občina na Finskem in 16. najbolj naseljeno mestno območje v državi.
Kotka je v južnem delu regije Kymenlaakso na Finskem. Je pomembno pristaniško in industrijsko mesto na obali Finskega zaliva. Kotka je kulturno raznoliko mesto z različnimi šolami. Prej je bil del nekdanje župnije Kymi. Kymi, otok Haapasaari in Karhula, ki so bila nekoč ločena tržna mesta, so bila kasneje vključena v Kotko. Sosednje občine Kotke so Hamina, Kouvola in Pyhtää. Sosednje občine Kotka so Hamina, Kouvola in Pyhtää. Kotka je v pododdelku Kotka-Hamina in je skupaj s Kouvolo eno glavnih središč regije Kymenlaakso.
Središče mesta Kotka je na otoku v morju, imenovanem Kotkansaari ('otok Kotka'). Glavna cesta v Kotki je finska državna cesta 7 (E18), ki poteka proti zahodu skozi Porvoo do Helsinkov, glavnega mesta Finske, in se razteza proti vzhodu do Sankt Peterburga v Rusiji. Pristanišče Kotka je glavno finsko pristanišče, ki služi tako finski kot ruski zunanji trgovini. Občina je uradno enojezična finska, pri čemer je 88 % maternih govorcev finščine, 1 % švedščine in 10 % govori kakšen drug jezik.

## Zgodovina
16. aprila 1878 je senat Velikega vojvodstva Finske izdal deklaracijo o ustanovitvi mesta na južnem delu otokov iz stare župnije Kymi, zato sta bila leta 1879 otoka Kotkansaari in Hovinsaari ločena od Kymija in ustanovljeno je bilo mesto Kotka.
Druga vseruska konferenca Ruske socialdemokratske delavske stranke je potekala v Kotki 21.–23. julija (3.–5. avgusta) 1907.
Zgodovinsko gledano je bila švedščina uradni jezik v mestu do leta 1902. Od leta 1902 do 1906 je bilo mesto uradno dvojezično. Kotka ima švedsko govorečo manjšino, ki je v 1890-ih predstavljala 16 % mestnega prebivalstva in 3 % v 1950-ih. Danes je približno 1 % mestnega prebivalstva švedsko govorečih. V Kotki je ena šola, kjer je učni jezik švedščina, Kotka Svenska Samskola, ki je bila ustanovljena leta 1885.
Regija Kotka je bila ena prvih močno industrializiranih regij Finske. Papirnice in tovarne celuloze ostajajo pomembni zaposlovalci. V zadnjih desetletjih se je več tovarn prestrukturiralo, kar je povzročilo naraščajočo brezposelnost. Od osemdesetih let 20. stoletja se je število prebivalcev Kotke počasi zmanjševalo, predvsem zaradi domačih migracij v regijo Helsinki.

## Prebivalstvo
Mesto Kotka ima 50.500 prebivalcev, s čimer je 21. najbolj naseljena občina na Finskem. Podregija Kotka-Hamina ima 79.778 prebivalcev. V Kotki je 10,9 % prebivalcev tujcev, kar je nad državnim povprečjem.

## Gospodarstvo
Trije največji delodajalci v Kotki na začetku leta 2018 so bili mesto Kotka, socialne in zdravstvene službe v Kymenlaaksu (Kymsote) in Steveco. Največji vir preživetja v letu 2004 so bile socialne storitve (31,7 %) in lokalna industrija (21,9 %). Leta 2006 so skupni odhodki mesta znašali nekaj več kot 370 milijonov EUR, občinski prihodki od davka pa so znašali 141,3 milijona EUR z 18,75-odstotno dohodninsko stopnjo. Konec leta 2015 je bila stopnja brezposelnosti v Kotki 22,2 %, kar je eno najvišjih in največjih mest na Finskem. Leta 2005 je bila stopnja brezposelnosti v Kotki 14,4-odstotna, leta 2006 pa 12,9-odstotna. V letu 2010 je relativno število brezposelnih v mestu začelo naraščati in je konec leta 2012 znašalo 17,1 %.

## Arhitektura in kultura
Pomorsko središče Vellamo je dom Pomorskega muzeja Finske, muzeja Kymenlaakso, muzeja obalne straže, informacijskega centra Vellamo in kulturnega centra Kotka. Poleg tega so v stavbi še učilnice, seminarske sobe, dvorana z 200 sedeži, restavracija Laakonki s 100 sedeži in muzejska trgovina Plootu.
Muzej Kymenlaakso deluje v pristanišču Kantasatama v Kotki, v pomorskem centru Vellamo. The museum building, which has aroused much attention, was designed by the architect Ilmari Lahdelma. Muzejsko stavbo, ki je vzbudila veliko pozornosti, je zasnoval arhitekt Ilmari Lahdelma. Območje delovanja muzeja Kymenlaakso, ki ga vzdržuje mesto Kotka, pokriva sedem občin. Muzejske informacijske službe in delo regionalnega arheologa pokrivajo celotno regijo Kymenlaakso. Pri gradbenih raziskavah muzej deluje kot javni organ z nalogami, kot je izdaja mnenj v zadevah varstva stavb. Zbirke muzeja Kymenlaakso zbirajo od dvajsetih let prejšnjega stoletja. Poleg zbirk muzejskih predmetov ima muzej obsežen arhiv fotografij. Zbirke se nahajajo v Metsoli v Kotki.
Langinkoski Cesarska ribiška koča (Langinkosken keisarillinen kalastusmaja) je muzej in ribiška koča v dolini reke Kymijoki. Kymijoki je ena največjih rek na Finskem s povodjem z 11 % površine Finske. Ruski car Aleksander III. je prvič obiskal Langinkoski leta 1880 kot prestolonaslednik. Med svojim drugim obiskom Langinkoskega je izjavil, da želi majhno ribiško kočo blizu brzic. Hišo so začeli graditi poleti 1888 in jo naslednje leto slovesno odprli. Muzej letno obišče okoli 14.000 obiskovalcev letno.
Akvarij Maretarium, odprt leta 2002, je na otoku Kotka, na obali zaliva Sapokka. Osredotoča se na predstavitev finskih vrst rib in vodnih teles. Na Finskem je okoli 60 avtohtonih in uveljavljenih vrst rib. Maretarij je nastal v sodelovanju med mestom Kotka, Univerzo v Helsinkih in Finskim inštitutom za raziskovanje divjadi in ribištva. Poleg akvarijev so na voljo tudi prostori za raziskovalce in šolo v naravi. Tu so tudi Pomorsko gledališče, Meri Café Kristina in trgovina s spominki.
Cerkev svetega Nikolaja je v parku Isopuisto v središču mesta Kotka. Neoklasicistična cerkev je bila zgrajena v letih 1799–1801 po načrtih Jakova Perrina in je danes najstarejša stavba v Kotki. Fasado sestavljajo stebri za tri vhode, zvonik in križna kupola.